# شتابسفورر
Stabsführer (تترجم قائد الأركان) منصب نائب قائد شباب هتلر، وفيلق الاشتراكيين الوطنيين والفيلق الاشتراكي الوطني الالي أو كتيبة العاصفة. علاوة على ذلك، كانت رتبة شبه عسكرية في شباب هتلر.
كان لكل من وحدات وقادة الشوتزشتافل ووحدات وقادة الشوتزشتافل في ألجيماينه إس إس لكل منهما Stabsführer الخاص به لرئاسة بعض موظفي المقاطعة. 

## مالكو المكتب

### شباب هتلر

يجب على ستابسفرر أن يرتدي شارة

| Name | Took office           | Left office                       | Party            | Party            |                 |
| ---- | --------------------- | --------------------------------- | ---------------- | ---------------- | --------------- |
| 1    | Karl Nabersberg       | Karl Nabersberg (1908–1946)       | November 1931    | June 1934        | 2 سنوات و7 شهور |
| 2    | Hartmann Lauterbacher | Hartmann Lauterbacher (1909–1988) | 22 May 1934      | August 1940      | 6 سنوات و2 شهور |
| 3    | هلموت موكيل (سياسي)   | هلموت موكيل (سياسي) (1909–1945)   | August 1940      | 15 February 1945 | 4 سنوات و6 شهور |
| -    | كابت بيتر             | كابت بيتر (1909–1969)             | 15 February 1945 | 8 May 1945       | 2 شهور          |

### NSFK
|  | {{{officeholder}}} |
|  | {{{officeholder}}} |

### NSKK
|  | {{{officeholder}}} |

### كتيبة العاصفة
| Name | Took office                           | Left office                                                         | Party      | Party        |                 |
| ---- | ------------------------------------- | ------------------------------------------------------------------- | ---------- | ------------ | --------------- |
| 1    | Otto Herzog [otto herzog (politiker)] | Obergruppenführer Otto Herzog [otto herzog (politiker)] (1900–1945) | 1 May 1936 | 6 May 1945 † | 9 سنوات و5 أيام |